# Ivan Peko
Ivan Peko (Mostar, 5. siječnja 1990.) je hrvatski nogometaš koji je trenutačno slobodan igrač. Igra na poziciji napadača.

## Klupska karijera
Ponikao je u nogometnoj školi HŠK Zrinjski Mostar, a 2007. godine pridružio se prvoj momčadi Dinama s kojim je potpisao ugovor. Nakon polusezone odlazi na posudbu u zagrebačku Lokomotivu za koju je nastupao do srpnja 2012. godine kada se vratio u Dinamo. Za Dinamo je odigrao prvu utakmicu poslije povratka iz Lokomotive, protiv zaprešićkog Intera, u prvom kolu sezone 2012./13. Krajem lipnja 2012., Peko se vraća u NK Lokomotivi. U Lokomotivi ostaje godinu dana. U veljači 2014., Peko odlazi u NK Široki Brijeg. Za NK Široki Brijeg je odigrao 28 ligaših utakmica. U 2015. je prešao u svoj stari klub HŠK Zrinjski Mostar bez odštete.

## Reprezentativna karijera
Nastupio je jednom za U-19 reprezentaciju u prijateljskom susretu protiv Slovenije.

## Nagrade i priznanja

### Klupska
Dinamo Zagreb
- Prvak Hrvatske (1) : 2007./08.

## Vanjske poveznice
- Ivan Peko na hnl-statistika.com